# Rhyacia pallidifrons
Rhyacia pallidifrons är en fjärilsart som beskrevs av George Francis Hampson 1903. Rhyacia pallidifrons ingår i släktet Rhyacia och familjen nattflyn. Inga underarter finns listade.